# Charles Arnaud (architecte)
Pour les articles homonymes, voir Arnaud et Charles Arnaud (prêtre).

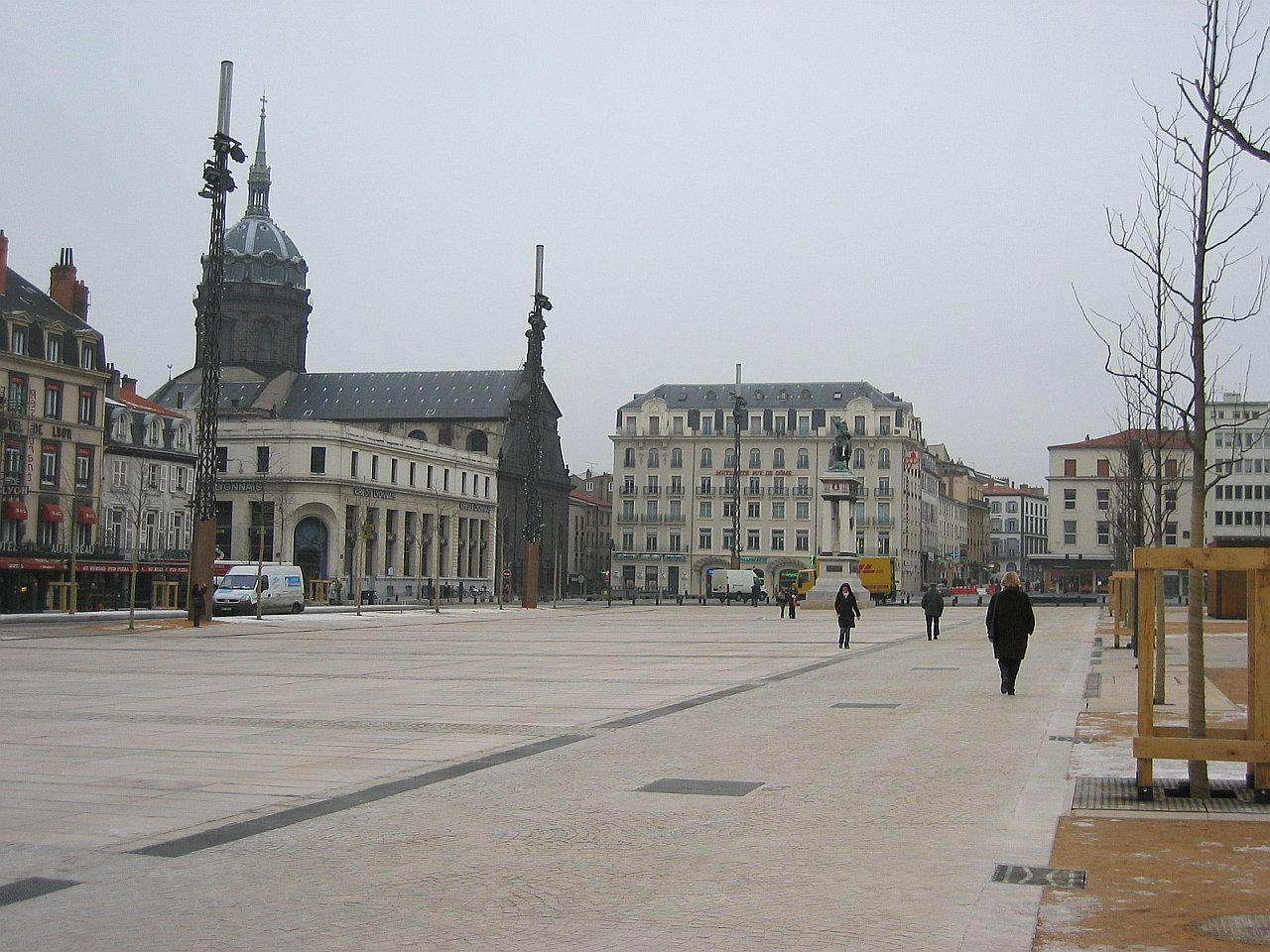
L'immeuble du Crédit lyonnais sur la place de Jaude, à Clermont-Ferrand, devant l'église Saint-Pierre-des-Minimes.

Charles Arnaud est un architecte français né le 9 novembre 1847 à Cébazat et mort le 9 octobre 1930 à Clermont-Ferrand. Il est membre de la famille Arnaud qui compte plusieurs architectes. Son fils est Maurice Arnaud (1884-1963), architecte.

## Principales réalisations
- La villa du Dr Petit à Royat-les-Bains (no 3, bd Barrieu), en 1880[3] ;
- Le monument commémoratif à Desaix inauguré à Ayat-sur-Sioule, le 17 août 1890 ;
- L'immeuble du Crédit lyonnais sur la place de Jaude à Clermont-Ferrand devant l'église Saint-Pierre-des-Minimes, réalisé vers 1900.